# کوشک و باغ سلامه
کوشک و باغ سلامه یا کوشک سلامی مربوط به دوره سلجوقیان - دوره معاصر است و در شهرستان خواف، شهر سلامه واقع شده و این اثر در تاریخ ۷ مهر ۱۳۸۱ با شمارهٔ ثبت ۶۴۳۰ به‌عنوان یکی از آثار ملی ایران به ثبت رسیده‌است.